# تومي ستيوارت (طبال)
تومي ستيوارت (بالإنجليزية: Tommy Stewart)‏ هو طبال أمريكي، ولد في 26 مايو 1966 في فلينت في الولايات المتحدة.

## وصلات خارجية
- تومي ستيوارت على موقع IMDb (الإنجليزية)
- تومي ستيوارت على موقع ميوزك برينز (الإنجليزية)
- تومي ستيوارت على موقع ديسكوغز (الإنجليزية)